# Inger Arnesson
Inger Arnesson (* 12. April 1953) ist eine ehemalige schwedische Fußballspielerin. Mit der Nationalmannschaft wurde sie 1984 Europameister.

## Karriere

### Vereine
Arnesson begann im Alter von 15 Jahren für den in Floby in der Gemeinde Falköping in der Provinz Västra Götaland ansässigen Floby Idrottsförening mit dem Fußballspielen und gehörte ihrem Jugendverein drei Jahre lang an.
Innerhalb der Gemeinde Falköping nach Åsarp gelangt, war sie in der Spielzeit 1972 für den Åsarps IF aktiv, bevor sie von dem in Öxabäck ansässigen Öxabäck IF unter Vertrag genommen wurde. Für diesen Verein spielte sie neun Jahre lang in der Västergötlands damfotbollsserie (Division 1 West), der seinerzeit höchsten Spielklasse und gewann mit ihm die erste (offizielle) Meisterschaft im Jahr 1973; zwei weitere, 1975 und 1978, konnte sie dieser noch hinzufügen.
In Skellefteå spielte sie anschließend von 1982 bis 1987 für den Ligakonkurrenten Sunnanå SK, mit dem sie 1982 die Meisterschaft und 1983 den nationalen Vereinspokal gewann.

### Nationalmannschaft
Arnesson gehörte der Nationalmannschaft an, die am 25. August 1973 bei der Länderspielpremiere für den SvFF und den SPL, denn auch für die Nationalmannschaft Finnlands, gegen die sie mit der Nationalmannschaft Schwedens in Mariehamn auf Åland vor 1.540 Zuschauern um 12:00 Uhr antrat, war es die Länderspielpremiere; Tore gab es keine zu sehen. Von da an gehörte sie dem Kader in weiteren 37 Länderspielen an, bestritt bis zum 28. April 1984 jedoch nur elf.
Beinahe sechs Jahre musste sie warten, bis sie zu ihrem zweiten Länderspiel kam. Bei der Teilnahme ihrer Mannschaft am Turnier um die Nordische Meisterschaft 1979 wurde sie einzig im letzten Spiel, beim 1:1-Unentschieden gegen die Nationalmannschaft Finnlands, berücksichtigt und seit der Umschulung zur Torhüterin im Jahr 1978 in dieser Funktion. Ihr drittes Länderspiel war das Spiel um Platz 3 bei der in Italien ausgetragenen Inoffiziellen Europameisterschaft 1979 und wurde am 27. Juli in Neapel mit 4:3 gegen die Nationalmannschaft Englands gewonnen, wenn auch erst im Elfmeterschießen. Gegen diese Mannschaft bestritt sie am 17. September 1980 in einem Freundschaftsspiel in Leicester ihr viertes Länderspiel, als sie in der 58. Minute für Elisabeth Leidinge eingewechselt wurde und prompt den 1:0-Führungstreffer von Eileen Foreman hinnehmen musste. Am 23. Mai 1981 bestritt sie das in Montauban mit 6:1 gegen die Nationalmannschaft Frankreichs gewonnene Freundschaftsspiel, wie auch das am 26. September 1981 in Borås gegen die Nationalmannschaft der Niederlande mit 7:0. Vor und nach diesem Spiel wurde sie in jeweils einem Spiel im Turnier der Nordischen Meisterschaft 1981 (0:0 vs. Finnland am 16. Juli 1981) und 1982 (1:0 vs. Finnland am 16. Juli 1982) eingesetzt. Des Weiteren bestritt sie das zweite und letzte Spiel der EM-Qualifikationsgruppe 1 und schloss diese als Sieger ab, gleichbedeutend mit der Qualifikation für die Finalrunde 1984. Nach einem weiteren Freundschaftsspiel am 30. Oktober 1983 in London, beim 2:2-Remis gegen die Nationalmannschaft Englands, trug sie am 28. April 1984 zum 2:1-Sieg über die Italienische Fußballnationalmannschaft im EM-Halbfinalrückspiel in Linköping zum späteren EM-Titel ihrer Mannschaft bei.

## Erfolge
- Europameister 1984
- Nordischer Meister 1978, 1979, 1980, 1981, 1982
- Dritter Inoffizielle Europameisterschaft 1979

Öxabäck IF
- Schwedischer Meister 1973, 1975, 1978

Sunnanå SK
- Schwedischer Meister 1982
- Schwedischer Pokal-Sieger 1983

## Auszeichnung
- Aufnahme in die SFS Hall of Fame 2021[1]

## Sonstiges
Arnesson spielte sowohl im Verein als auch in der Nationalmannschaft zunächst als Feldspielerin, dann als Torhüterin.